# Ázsia Expressz (hatodik évad)
Az Ázsia Expressz hatodik évada, a TV2 utazós reality, valóságshow műsora. Műsorvezetője ennek az évadnak is változatlanul Ördög Nóra.
Az évad 2025. augusztus 31-től látható.

## Történet
2024. október 26-án Katona Andor kreatív producer bejelentette, hogy a hatodik évad 2025-től lesz látható, emellett a két helyszínt is bejelentette: Malajzia és Indonézia. 2025. április 1-jén bejelentették a versenyzőket.

## Összesített eredmény
| – A páros továbbjutott                       |
| – A páros részt vesz a hajszán               |
| – A páros védettséget szerzett               |
| – A páros még versenyben van                 |
| – A páros még/már nem volt versenyben        |
| – A párosok visszakapták az eredeti párjukat |
| – A páros átadta a versenyt a kieső párosnak |
| – A páros részt vesz a negyeddöntőn          |
| – A páros részt vesz az elődöntőn            |
| – A páros részt vesz a döntőn                |
| – A győztes páros                            |
| – A 2. helyezett                             |
| – A 3. helyezett                             |
| – A 4. helyezett                             |
| – A páros kiesett                            |

## Utazás
| Útvonal              | Országok              |
| -------------------- | --------------------- |
| Malajzia – Indonézia | Malajzia és Indonézia |